# Jacques-François Dicquemare
Jacques-François Dicquemare, né le 7 mars 1733 au Havre où il est mort le 29 mars 1789, est un physicien, astronome et naturaliste français.

## Biographie
Fils de Madeleine Lecerf et du capitaine Jacques-Denis Dicquemare, bourgeois, Jacques-François n’avait que quatre ans lorsqu’il a perdu son père. Entré, à 21 ans, dans l’état ecclésiastique, il n’a jamais accédé à la prêtrise mais, resté toute sa vie simple clerc, il a toujours porté la soutane, ce qui l’a fait connaitre universellement sous le nom d’« abbé Dicquemare ».
Ayant abandonné la théologie pour s’adonner à l’étude des sciences, ce gout des sciences et des arts l’a conduit à monter, en 1753, à Paris, où il est retourné, en 1758, pour y faire sa philosophie et suivre les cours de physique de l’abbé Nollet. De retour au Havre, en 1761, il a fondé, à la sollicitation de quelques amis, une chaire de physique expérimentale et d’histoire naturelle, sans grand succès. Après une nouvelle tentative, en 1769, de reprise de ses cours fréquentés seulement par sept ou huit auditeurs, « voyant le peu de succès de ses efforts, il renonça à semer sur une terre ingrate, et se livra entièrement à la contemplation de la nature ».
Découragé, il s’est livré alors tout entier à la contemplation de la nature. Installé au bord de la mer, il passait chaque jour des heures entières à observer les animaux marins pour étudier leurs mœurs et leur façon de vivre. Ses préférences allaient à la classe des mollusques. L’étude des animaux marins invertébrés était, en effet, sa passion dominante. Non content d’entretenir chez lui une ménagerie de ces êtres singuliers, il passait des heures entières à les observer, soit en aquarium soit sur place, au cours de plongées sous-marines, particulièrement les zoophytes, des infusoires et des mollusques:389.
On lui doit ainsi de nombreuses découvertes sur les orties marines, l’anémone de mer, les méduses, les poulpes, les limaces de mer, les tarets, les moules et les huîtres, etc. Pour faire connaitre ses découvertes, il a publié, entre 1772 et 1789, près de soixante-dix articles scientifiques, dans le Journal de physique de l’abbé Rozier. Ses recherches sur les anémones de mer, notamment, ont attiré l’attention des plus grands savants de l’époque:390. Louis XVI a manifesté l’intention de faire lui-même les frais de l’impression du texte et de la gravure des planches composant le Portefeuille de Dicquemare. Il avait accordé, le 24 septembre 1786, 15 000 livres pour l’impression de ce Portefeuille, mais les événements n’ont pas permis pas l’entière exécution de cette mesure de faveur, et 32 seulement des planches gravées ont été tirées.
Le 15 décembre 1770, il a été nommé en survivance directeur des fontaines, architecte et décorateur de la ville du Havre. Après 1770, il collabore à l’édition du Neptune Oriental de son compatriote Mannevillette, auquel il a fourni trois cartes marines:388. Il cultivait également le dessin et la peinture. Jusqu’en 1881, cinq grands tableaux peints à l’huile remarquables par la pureté du dessin étaient encore visibles dans la chapelle de l’Hôpital général du Havre. Il a, en outre, illustré lui-même ses divers ouvrages.
Féru aussi d’astronomie et de géographie, il a inventé un « cosmoplane », sorte de globe aplati et reporté sur deux disques concentriques mobiles, pour résoudre les problèmes d’astronomie nautique, et publié la Connaissance de l'astronomie mise à la portée de tout le monde, en 1771. Il a aussi inventé un instrument capable de mesurer la durée de 30 secondes et à donner, au moyen du loch, la mesure exacte de la vitesse d’un navire, mais l’Académie de Rouen a trouvé qu’elle avait une ressemblance frappante avec la machine préexistante due à l’abbé Nollet:398.
En 1779, il a reçu la visite du docteur Mesmer, auteur de la fausse science du magnétisme animal. S’intéressant tout particulièrement aux divers projets d’amélioration du port du Havre, il a rédigé, entre 1780 et 1784, plusieurs lettres et mémoires sur l’amélioration du port du Havre ; le maréchal de Castries, secrétaire d’État de la Marine lui a accordé une entrevue à ce sujet, et le roi Louis XVI l’a même reçu à Versailles, en juillet 1786.
Ses découvertes lui ont valu le surnom de « Confident de la nature », et de nombreuses marques de distinction. Il était membre de douze académies, dont l’Académie des sciences, arts et belles-lettres de Caen, Académie des sciences, belles-lettres et arts de Rouen (1781), de la Société nationale académique de Cherbourg, de l’Académie des sciences, des lettres et des arts d'Amiens, de l’Académie des sciences, arts et belles-lettres de Dijon, de la Real Sociedad Bascongada de Amigos del País, de Hesse-Hombourg, et membre correspondant de l’Académie royale des sciences (1782) et de l’Académie de marine (1771).
Louis XVI, lors d’un voyage au Havre au mois de juin 1786, a chargé le marquis de Cubière de visiter sa ménagerie, et, au mois de septembre de la même année, l’Assemblée du clergé de France par l’organe de son président Mgr Dulau, archevêque d’Arles, lui a rendu un hommage public.
Épuisé par trente années de travaux assidus, l’abbé Dicquemare a été attaqué d’une maladie de langueur à laquelle il a succombé après deux années de souffrances. À sa mort, sa nièce Marie Le Masson Le Golft, qui avait secondé ses travaux s’est vu confier par testament la publication de son Portefeuille, avec ordre d’en offrir les manuscrits à la Bibliothèque de la ville de Rouen. Ces manuscrits forment un volume in-4° de 871 pages (texte des Mémoires, notes, observations) et un volume in-folio dans lequel sont les dessins originaux et les premières épreuves des quatre-vingt-cinq planches gravées qui devaient accompagner la publication des Mémoires précédents. Les rapports présentés par plusieurs sociétés savantes sur les travaux de l’abbé Dicquemare ont été ajoutés en appendice de cet atlas. Marie Le Masson Le Golft a continué le grand travail sur les mollusques entrepris par son oncle.

## Hommages
Son nom a été donné à une rue au Havre. Son portrait a été finement gravé par Bernard-Antoine Nicolet, son ami et son buste en marbre a été placé dans le Musée-Bibliothèque de la ville du Havre, à l'extrémité de la galerie qui porte le nom de Dicquemare.

## Publications
- Description du cosmoplane inventé et construit par M. l’abbé Dicquemare, Paris, Desnos, 1769.
- La Connoissance de l’astronomie : rendue aisée & mise à la portée de tout le monde, Paris, Lottin le jeune, 1771, 2e éd., 158 p. (lire en ligne).
- (en) « An Essay towards elucidating the history of the sea-anemonies », Philosophical Transactions of the Royal Society of London, vol. 63,‎ 1773, p. 361-403 (lire en ligne)